# Cottonwood Ranger Station
La Cottonwood Ranger Station – ou Cottonwood Campground Ranger Station – est une station de rangers dans le comté de Coconino, en Arizona, dans le sud-ouest des États-Unis. Située sur les bords de la Bright Angel Creek à l'intérieur du Grand Canyon, au sein du parc national du Grand Canyon, elle est opérée par le National Park Service. La principale structure d'un terrain de camping desservi par le North Kaibab Trail, elle a été construite en 1927 dans le style rustique du National Park Service.